# Ворвулинська сільська рада
Ворву́линська сільська́ ра́да — адміністративно-територіальна одиниця та орган місцевого самоврядування в Заліщицькому районі Тернопільської області. Адміністративний центр — село Ворвулинці.

## Загальні відомості
- Територія ради: 19,68 км²
- Населення ради: 1 058 осіб (станом на 2001 рік)
- Територією ради протікає річка Тупа

## Населені пункти
Сільській раді були підпорядковані населені пункти:
- с. Ворвулинці
- с. Гиньківці

## Склад ради
Рада складалася з 16 депутатів та голови.
- Голова ради: Корніцький Володимир Ярославович
- Секретар ради: Марценюк Галина Дмитрівна

### Керівний склад попередніх скликань
| Прізвище, ім'я, по батькові      | Основні відомості                                                               | Дата обрання | Дата звільнення |
| -------------------------------- | ------------------------------------------------------------------------------- | ------------ | --------------- |
| Пельцер Микола В'ячеславович     | Сільський голова, 1957 року народження, безпартійний                            | 26.03.2006   | 31.10.2010      |
| Корніцький Володимир Ярославович | Сільський голова, 1978 року народження, освіта середня спеціальна, безпартійний | 31.10.2010   |                 |

Примітка: таблиця складена за даними сайту Верховної Ради України

### Депутати
За результатами місцевих виборів 2010 року депутатами ради стали:

#### За суб'єктами висування
| Суб'єкт висування | Кількість обраних депутатів | %   |
| ----------------- | --------------------------- | --- |
| Самовисування     | 16                          | 100 |

#### За округами
| № округу | Прізвище, ім'я, по батькові    | Дата визнання обраним | Освіта             | Партійна приналежність | Відомості про обраного депутата                                 |
| -------- | ------------------------------ | --------------------- | ------------------ | ---------------------- | --------------------------------------------------------------- |
| 1        | Гервасюк Іванна Євгенівна      | 04.11.2010            | середня спеціальна | позапартійна           | тимчасово не працює                                             |
| 2        | Марценюк Галина Дмитрівна      | 04.11.2010            | середня спеціальна | позапартійна           | Ворвулинська сільська рада, секретар ради                       |
| 3        | Гавриляк Ганна Михайлівна      | 04.11.2010            | середня спеціальна | позапартійна           | ВЕП «АГРО», різноробочий                                        |
| 4        | Лисак Ігор Юркович             | 01.11.2010            | середня спеціальна | позапартійний          | ПАП «Свидова», токар                                            |
| 5        | Кіцканюк Микола Ярославович    | 04.11.2010            | середня спеціальна | позапартійний          | тимчасово не працює                                             |
| 6        | Николайчук Тамара Богданівна   | 04.11.2010            | середня спеціальна | позапартійна           | Заліщицька ЦКРЛ, молодша медсестра                              |
| 7        | Кіцканюк Надія Ярославівна     | 04.11.2010            | середня спеціальна | позапартійна           | Ворвулинська бібліотека, бібліотекар                            |
| 8        | Семерез Антоніна Юріївна       | 04.11.2010            | середня спеціальна | позапартійна           | Ворвулинська сільська рада, техпрацівник                        |
| 9        | Шпортак Михайло Ярославович    | 04.11.2010            | середня            | позапартійний          | Ворвулинська загальноосвітня школа І-ІІ ст., кочегар            |
| 10       | Шамлюк Віталій Петрович        | 04.11.2010            | вища               | позапартійний          | Управління земельних ресурсів в Заліщицькому районі, спеціаліст |
| 11       | Стратій Ігор Олегович          | 04.11.2010            | середня            | позапартійний          | ПП «Гарант» с. Гиньківці, різноробочий                          |
| 12       | Карпович Володимир Миколайович | 04.11.2010            | середня            | позапартійний          | ПП «Гарант» с. Гиньківці, тракторист                            |
| 13       | Біла Ольга Василівна           | 04.11.2010            | вища               | позапартійна           | Гиньківський фельдшерсько-акушерський пункт, фельдшер           |
| 14       | Голубович Степан Павлович      | 04.11.2010            | середня            | позапартійний          | тимчасово не працює                                             |
| 15       | Мосович Віра Ярославівна       | 04.11.2010            | середня спеціальна | позапартійна           | Гиньківська бібліотека, завідувач                               |
| 16       | Колодій Ярослав Борисович      | 04.11.2010            | середня            | позапартійний          | тимчасово не працює                                             |